# Galaxie à sursauts de formation d'étoiles
 (août 2015).
Si vous disposez d'ouvrages ou d'articles de référence ou si vous connaissez des sites web de qualité traitant du thème abordé ici, merci de compléter l'article en donnant les références utiles à sa vérifiabilité et en les liant à la section « Notes et références ».

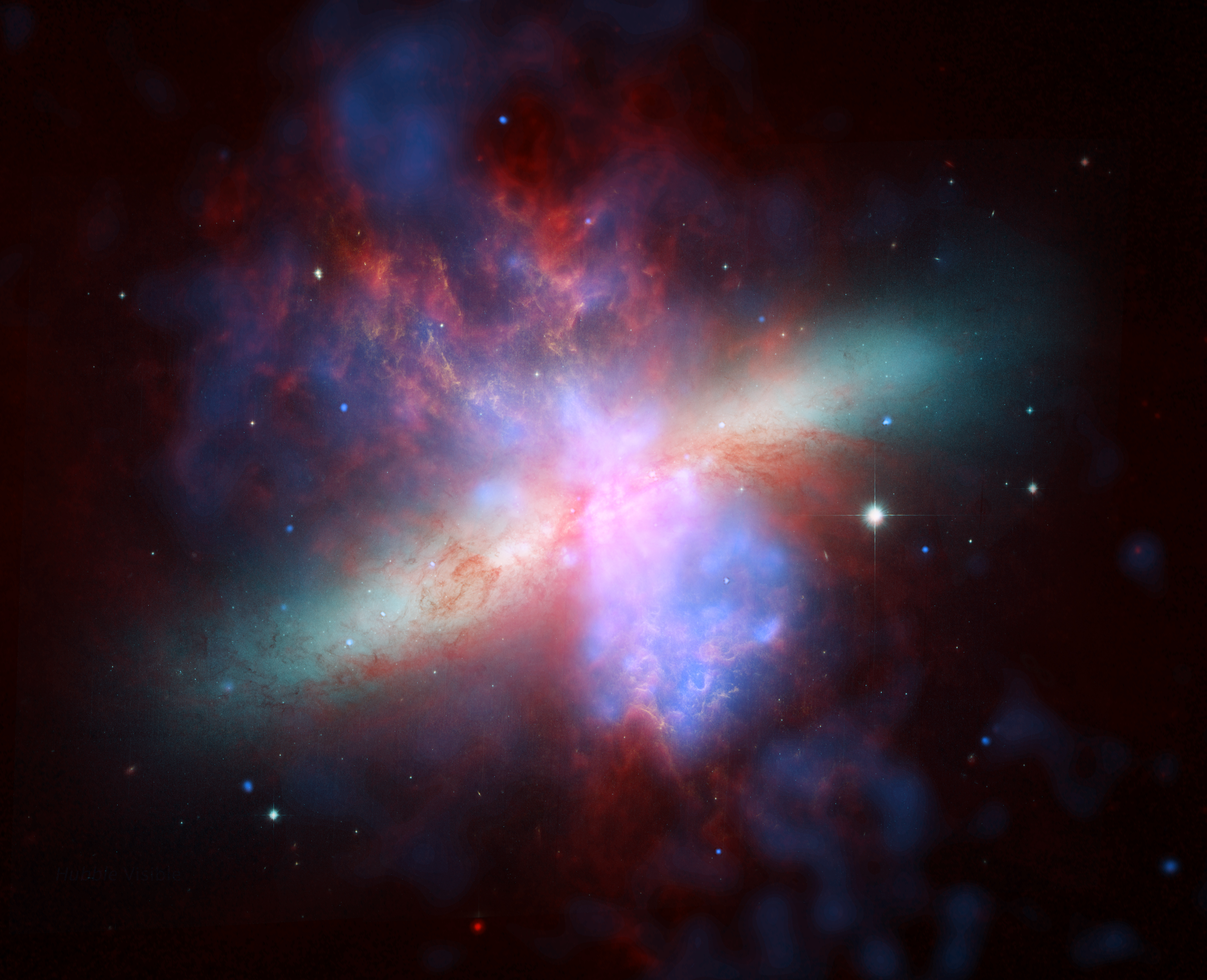
Image composite en fausses couleurs de la galaxie starburst M82 réalisée à partir d'observations des télescopes spatiaux Chandra, Hubble et Spitzer.

Une galaxie à sursaut de formation d'étoiles,,,,, ou galaxie à flambée (de formation) d'étoiles (starburst galaxy en anglais) est une galaxie présentant un taux de formation d'étoiles exceptionnel par rapport aux taux observés dans la plupart des galaxies. Ce phénomène est limité dans le temps et constitue une étape dans la vie d'une galaxie. On déduit des observations que les sursauts de formation d'étoiles dans une galaxie résultent principalement d'une collision, ou d'une interaction avec une ou plusieurs galaxies proches. Le taux de formation d'étoiles dans une galaxie subissant un starburst est si grand que, si le taux était maintenu, les réservoirs de gaz à l'origine des étoiles se consumeraient sur des périodes beaucoup plus courtes que la durée de vie dynamique de la galaxie. Pour cette raison, on présume que ces sursauts sont temporaires. Parmi les galaxies starburst bien connues, on compte M82, les galaxies des Antennes et IC 10.

## Définitions d'un starburst
Plusieurs définitions existent quant à ces galaxies, bien qu'il n'y en ait pas une officiellement reconnue par tous les astronomes. La majorité s'accordent cependant à penser que cette définition se fonde généralement sur ces trois facteurs :
- le rythme auquel la galaxie convertit le gaz en étoiles, autrement dit, le taux de formation d'étoiles ;
- la quantité de gaz disponible à partir duquel des étoiles peuvent se former ;
- la comparaison entre la période de formation d'une étoile avec l'âge ou la période de rotation de la galaxie.

Les définitions les plus communes prennent en compte les facteurs suivants :
- une formation d'étoiles continue avec le taux de formation actuel épuiserait les réserves de gaz en beaucoup moins de temps qu'un temps de Hubble, cela est souvent le cas d'un « vrai » starburst ;
- une formation d'étoiles continue avec le taux de formation actuel épuiserait les réserves de gaz en beaucoup moins de temps que l'âge dynamique de la galaxie (peut-être le temps d'une rotation du disque galactique) ;
- le taux de formation d'étoiles, normalisé grâce au taux moyen de la galaxie avant le starburst dépasse de loin l'unité.  Ce rapport est appelé le paramètre du taux de naissance.

### Mécanismes de déclenchement d'un starburst

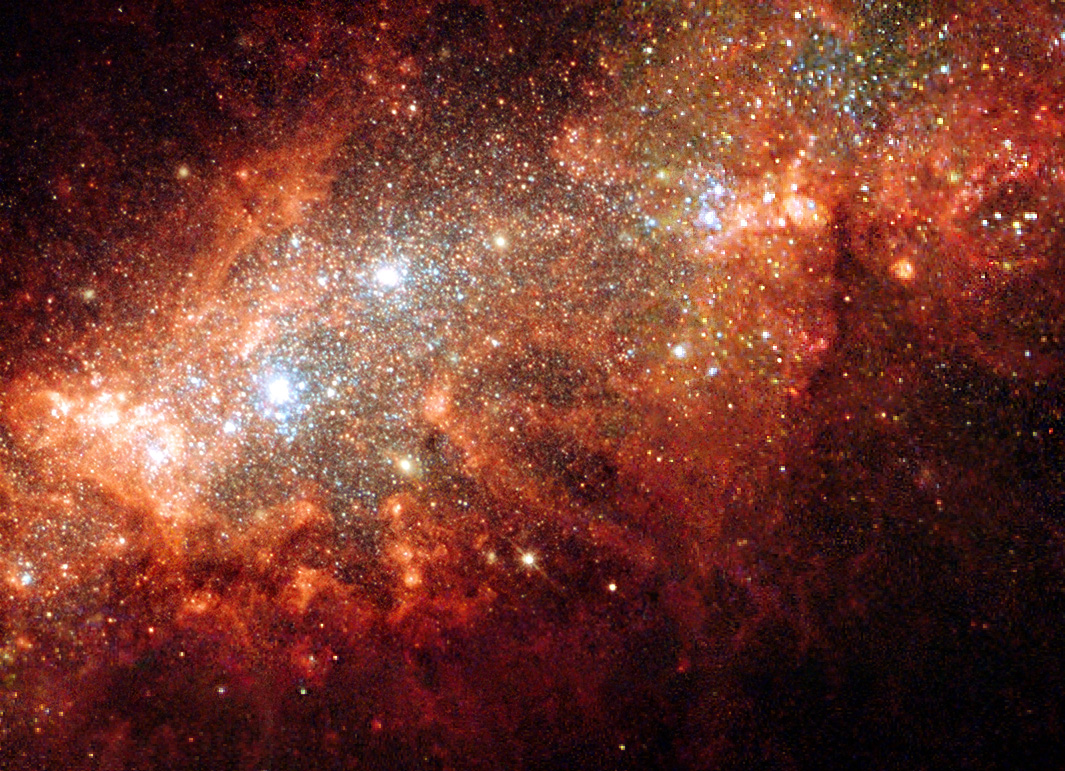
Région de la galaxie naine irrégulière NGC 1569 subissant un sursaut d'étoiles.

Pour enclencher un starburst, il est essentiellement nécessaire de concentrer une grande quantité de gaz moléculaire dans un petit volume. De telles concentrations et perturbations sont très probablement la cause d'un phénomène de starburst global dans la majorité des cas de fusion de galaxies, bien que le mécanisme exact ne soit pas encore bien déterminé.
Des données observationnelles ont démontré depuis longtemps qu'il existe souvent un sursaut du disque de formation d'étoiles dans les paires de galaxies en train de fusionner.  On croit également que les interactions entre galaxies qui ne fusionnent pas forcément peuvent déclencher des modes de rotation instables qui entrainent le gaz vers le noyau galactique, provoquant des sursauts de formation d'étoiles dans cette zone.

### Types de starbursts
Classifier la catégorie des starbursts en différentes sous-catégories n'est pas facile parce que les galaxies à starburst ne présentent pas de spécificités communes. Les sursauts d'étoiles peuvent se produire dans le disque galactique, alors que les galaxies irrégulières montrent souvent des « nœuds » de starbursts, répandus çà et là dans la galaxie. Cependant certains sous-types de starbursts sont actuellement discutés par les astronomes :
- les galaxies compactes bleues. Ces galaxies sont souvent de faible masse et de faible métallicité.  En outre, elles sont dépourvues de poussière et contiennent un grand nombre de jeunes étoiles chaudes. Cela implique qu'elles sont lumineuses dans le bleu et l'ultraviolet. On pensait initialement que ce type de galaxies étaient en fait de jeunes galaxies en train de former leur première génération d'étoiles, ce qui expliquerait la faible quantité de métal qu'elles contenaient. Cependant, de vieilles populations stellaires ont été trouvées dans la plupart des galaxies compactes bleues, et on pense que ce mélange peut expliquer ce manque apparent de poussières et de métal. Par ailleurs, la majorité de ces galaxies montrent des traces d'interaction récente. Parmi les galaxies compactes bleues les plus étudiées, on comptera I Zwicky 18 (la galaxie la plus pauvre en métaux jamais découverte), ESO338-IG04, et Haro11 ;
- les galaxies ultra-lumineuses en infrarouge. Ces objets sont extrêmement poussiéreux. Les radiations ultraviolettes émises par les étoiles naissantes sont absorbées par la poussière et réémises sous forme d'infrarouges (longueur d'onde de 100 micromètres). Cela explique entre autres la couleur rouge de ce type de galaxies. Par contre, il n'est pas certain que ces UV soient uniquement émis par la formation d'étoiles et certains astronomes pensent que ces galaxies sont alimentées (en partie, du moins) par un noyau galactique actif. Des observations en rayons X de nombreuses galaxies lumineuses en infrarouge suggèrent que beaucoup de starburst sont des systèmes à double noyau, appuyant l'hypothèse que ces galaxies sont alimentées par une formation d'étoiles déclenchées par une fusion majeure. Parmi ces galaxies, nous citerons Arp 220 ;
- les galaxies de Wolf-Rayet. La majorité des étoiles brillantes de ces galaxies sont des étoiles de Wolf-Rayet.

### Les ingrédients d'un starburst
Tout d'abord, une starburst galaxie doit avoir une grande réserve de gaz afin de former des étoiles. Le sursaut en lui-même peut être déclenché par l'approche d'une autre galaxie (comme c'est le cas avec M81/M82), par la collision avec une autre galaxie (comme les Antennes), ou encore par un processus quelconque attirant de la matière vers le centre de la galaxie (comme une barre stellaire).
À l'intérieur d'un starburst règne un environnement plutôt extrême. Les grandes quantités de gaz signifient que des étoiles très massives se forment. Ces jeunes étoiles chaudes ionisent le gaz (principalement de l'hydrogène) autour d'elles, créant ainsi des régions HII. Les groupes d'étoiles très chaudes sont des associations OB. Ces étoiles très lumineuses finiront probablement leur vie en tant que supernovae.
Après l'explosion de la supernova, les matériaux éjectés prennent de l'expansion, devenant ainsi des rémanents de supernova. Ces rémanents interagissent avec le milieu interstellaire et peuvent ainsi générer des masers naturels.
L'étude des galaxies starburst proches peut nous aider à en savoir plus sur l'histoire de la formation et sur l'évolution de la galaxie. Un grand nombre de galaxies lointaines observées (dans le champ profond de Hubble, par exemple) sont du type starburst, mais sont trop distantes pour une étude approfondie. L'observation d'exemples proches et l'extrapolation de leurs caractéristiques peut donner une idée de ce qui se passait dans l'Univers lorsque celui-ci était plus jeune, comme la lumière qui nous parvient de ces galaxies est antérieure au moment présent (voir redshift). Toutefois, les galaxies starburst semblent être rares dans l'univers local, et plus communes dans des zones plus lointaines — indiquant qu'il y en avait plusieurs, il y a 1 milliard d'années. Toutes les galaxies étaient en effet plus proches, et par conséquent, elles étaient plus sujettes à des interactions gravitationnelles.

## Galaxies Starburst célèbres
M82 est l'archétype de ce genre de galaxies.  Elle a un haut taux de formation d'étoiles à cause de sa proximité avec la galaxie spirale voisine, M81.  Des cartes de la région réalisée avec des radiotélescopes montrent de grand faisceaux d'hydrogène neutre connectant les deux galaxies, ce qui est aussi une conséquence de leur rencontre. Des images radios des zones centrales de M82 montrent également un grand nombre de rémanents de supernovae récents.
Les galaxies des Antennes sont un autre exemple connu de système à sursaut d'étoiles, rendue célèbre par le cliché de Hubble, publié en 1997.